# Bârgăuani
Bârgăuani è un comune della Romania di 4 097 abitanti, ubicato nel distretto di Neamț, nella regione storica della Moldavia. 
Il comune è formato dall'unione di 13 villaggi: Bahna Mare, Baratca, Bălănești, Bârgăuani, Breaza, Certieni, Chilia, Dârloaia, Ghelăiești, Hârtop, Homiceni, Talpa, Vlădiceni.